# Петру IV Рареш
Петру (Петро) IV Рареш (рум. Petru Rareş) (*бл. 1487 — †3 вересня 1546)  — господар Молдовського князівства в 1527—1538 і 1541—1546 роках, син (позашлюбний) Штефана III та Марії з Гарлау.

## Життєпис
Намагався продовжувати політику батька по зміцненню центральної влади. Спираючись на дрібних бояр, обмежував вплив великих. Невдоволення останніх вилилося в змови. Петру IV Рареш почав підготовку до визволення Молдови від турецького панування; встановив з цією метою зв'язок з урядами багатьох країн, у тому числі з Московським князівством.
Намагався закріпити за Молдовським князівством Покуття. Турецький султан Сулейман I Пишний дав згоду на військову інтервенцію війська Сиґізмунда I Старого із застереженням не переносити бойові дії за кордон Польського королівства. Молдовське військо було розгромлене 22 серпня 1531 у битві під Обертином; згідно з укладеним у лютому 1532 р. перемир'ям Петру Рареш зрікся прав на Покуття. 
Здійснював напади на терени Поділля, Покуття в надії спровокувати польсько-турецьку війну. У січні 1538 р. напав на Поділля, 1 лютого розбив загони Оборони поточної над річкою Серет. Через загибель до 900 вояків король Сиґізмунд І Старий направив до Молдови військо.
Не бажав бути втягнутим у війну з Сулейманом І. В 1538 році в Молдову попрямувала турецька армія на чолі з султаном. Петру IV Рареш, покинутий боярами, втік з країни. З цього часу Молдова остаточно потрапила під владу Османської імперії. У 1541 році Петру Рареш знову став господарем, отримавши від турецького султана престол Молдови. Став зміцнювати центральну владу, стратив ватажків боярської опозиції. 1542 р. безуспішно спробував залучити Габсбургів до боротьби проти турків. Через це надалі не здійснював спроб вийти з-під турецької залежності.
Був 2 рази одружений. Друга дружина — Єлена Катерина Бранкович (померла через задушення; першим чоловіком її молодшої сестри Марії Магдалени Бранкович-«Деспотівни» був батько Дмитра-«Байди» Вишневецького Іван Вишневецький (його другий шлюб)).